# Darwin (ort i Argentina)
Darwin är en ort i Argentina.   Den ligger i provinsen Río Negro, i den södra delen av landet, 800 km sydväst om huvudstaden Buenos Aires. Darwin ligger 137 meter över havet och antalet invånare är 1 052.
Terrängen runt Darwin är platt. Närmaste större samhälle är Choele Choel, 10,3 km sydost om Darwin.
Omgivningarna runt Darwin är i huvudsak ett öppet busklandskap. Trakten runt Darwin är nära nog obefolkad, med mindre än två invånare per kvadratkilometer.